# Armenia (región)
El nombre de Armenia se ha usado desde tiempos inmemoriales para referirse a la zona habitada por los armenios, un pueblo que habita en el Norte de Oriente Próximo, el Cáucaso y Anatolia, si bien ha abarcado zonas diferentes en distintas épocas.
Diversos reinos como Urartu abarcaron parte del norte de lo que hoy es Irak y la actual Armenia, si bien afrontaron una dominación cultural y política de pueblos más fuertes como los asirios. La llegada de los actuales armenios nace con la Dinastía Oróntida, que bajo la dominación del Imperio Persa gobernaría esa zona y se extendería al Éufrates en Sofene y Comagene. Con el colapso tras la conquista de Alejandro Magno y las guerras civiles entre los diádocos Armenia reemergió como un país independiente en el norte de Irak.
La caída de los Oróntidas y su sucesión por la Dinastía Artáxida llevó al Imperio Armenio, que bajo Tigranes II el Grande incluía el Cáucaso, el norte de Irak y Siria. Sin embargo, Tigranes y su aliado Mitrídates VI del Ponto entraron en conflicto con la República Romana. La derrota en las guerras mitridáticas recortó buena parte de las posesiones armenias, incluyendo los dominios en Anatolia, Siria y el Éufrates. Comenzó así una presencia romana en Siria y Anatolia que creció en el tiempo. En la época de Nerón, Domicio Corbulón llegó a ocupar parte del país en el marco del complejo juego jeopolítico que involucraba a armenios, romanos y partos. Tras las conquistas de Trajano en Oriente, Armenia fue una provincia romana que agrupaba los dominios romanos en el montañoso Cáucaso.
- Datos: Q5704759